# Герб Великобагачанського району
Герб Великобагача́нського райо́ну — офіційний символ Великобагачанського району Полтавської області, затверджений 1 грудня 1999 р. сесією Великобагачанської районної ради.

## Опис герба
У загальній композиції герба Великобагачанського району зображені атрибути символіки, які вказують на історичну роль краю в обороні рідних земель, працьовитість його жителів і національні традиції.
У блакитному полі зображена козацька зброя — булава і шабля, що вказує на міцність, недоторканість краю, козацькі традиції, та скрипковий ключ, що символізує невичерпність духовного джерела рідного краю.
У жовтому полі зображені золотисте колосся, яке втілює природне багатство, родючість землі, велич.
Увінчують герб стилізоване зображення козацького щита і напис «Великобагачанський район».
Блакитний колір символізує боротьбу за свободу, надію, могутність, єдність, славу. Жовтий — сонце, доброту, світло, добробут.